# Joachim Luchterhand
Joachim Luchterhand (* 4. November 1942 in Berlin) ist ein deutscher Politiker (CDU). Er war von 2006 bis 2016 Mitglied des Abgeordnetenhauses von Berlin.

## Leben und Studium
Joachim Luchterhand beendete 1959 die Oberschule und absolvierte direkt im Anschluss bis 1961 eine Ausbildung als „Ingenieur-Praktikant“. Es folgte von 1961 bis 1964 ein Studium an der SIS Gauß (TFH Berlin), das er 1964 mit dem Abschluss als Diplom-Ingenieur beendete. 1964 fing er bei Siemens & Halske AG als Vertriebsingenieur, Gruppenbevollmächtigter, Referatsleiter sowie als Leiter der Siemens Professional Education Nord/Ost einschließlich Berlin an. In den Jahren 1963 bis 1999 wurde er zu sieben Fachaufenthalten in die USA und 1994 nach Südkorea geschickt. 2005 ging er in den Ruhestand.

## Politik
Joachim Luchterhand trat 1990 der CDU bei und gehört dem CDU-Kreisverband Steglitz-Zehlendorf an.
Er saß seit 20. November 2006 als Mitglied im Abgeordnetenhaus von Berlin. Er rückte für die am 17. November 2006 ausgeschiedene Abgeordnete Cerstin-Ullrike Richter-Kotowski nach. Für seine Fraktion war er Sprecher für Berufliche Bildung. Im Parlament war er Mitglied im Ausschuss für Integration, Arbeit, Berufliche Bildung und Soziales, Ausschuss für Bildung, Jugend und Familie sowie im Ausschuss für Wirtschaft, Technologie und Frauen. 2016 schied er aus dem Abgeordnetenhaus aus.